# 2004년 하계 올림픽 성화 봉송

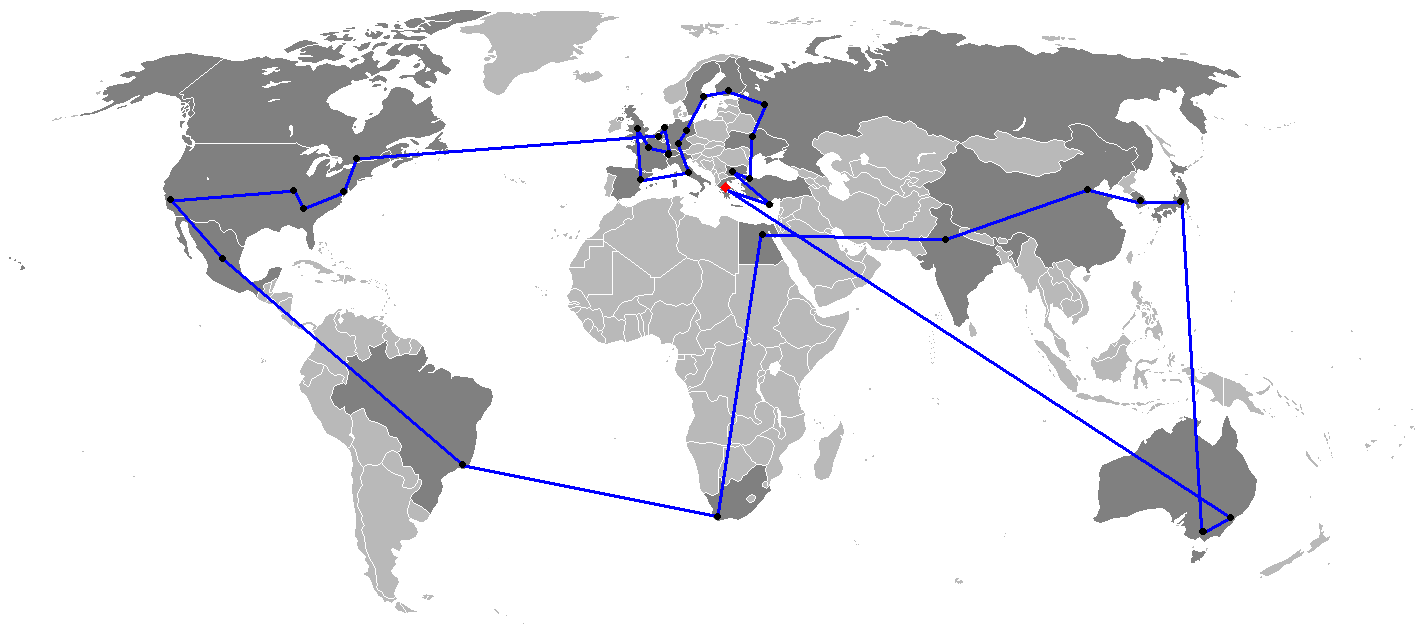
올림픽 성화는 2004년 올림픽 대회에서 올림피아에서 시작해 지구촌 곳곳을 주항했다.

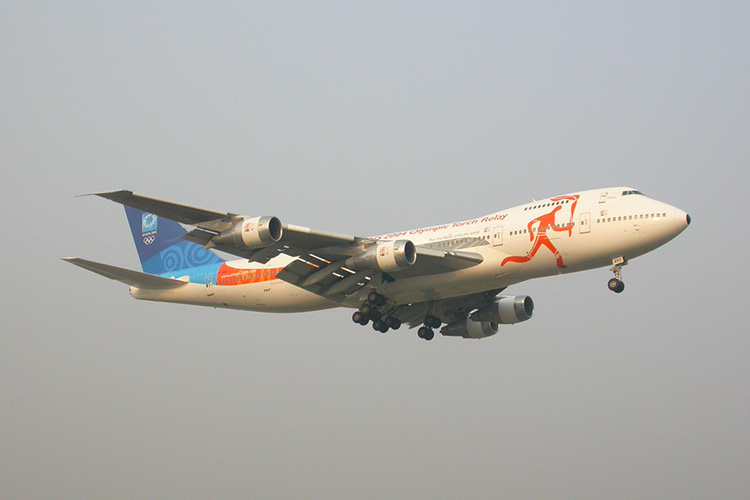
올림픽 성화 봉송에 사용된 항공기 '제우스' (TF-ARO)

2004년 하계 올림픽 성화 봉송은 그리스 올림피아에서 시작한 올림픽 성화가 지구촌의 거의 모든 대륙을 돈 뒤 다시 그리스 아테네로 돌아왔던 올림픽 성화 봉송이었다. 성화봉이 방문했던 도시들의 대부분은 하계 올림픽을 개최할 예정이거나 개최했던 도시들이었으며, 일부 도시들은 국제적으로 중요한 도시라는 점에서 선정되었다.
이번 봉송은 역대 올림픽 성화 봉송 중에서 아프리카, 인도, 남아메리카를 방문한 첫 성화 봉송이자 전 세계를 세계 일주했던 첫 봉송이기도 했다. 성화는 나라와 나라 사이를 오가는데 아이슬란드 항공 (TF-ARO로 등록)에서 임대해준 특별기인 보잉 747을 운용했는데, 이 항공기의 이름은 '제우스'였다.

## 2004년 하계 올림픽 성화 봉송 방문지
2004년 3월 25일, 올림픽 성화가 그리스의 고대 올림픽 유적지인 올림피아에서 발화 의식을 치렀다.
공식적인 올림픽 성화 봉송은 2004년 4월 4일, 2000년 하계 올림픽을 개최했던 오스트레일리아 시드니에 성화가 도착하면서 시작되었다.
1. 오스트레일리아 시드니 (2000년)
2. 오스트레일리아 멜버른 (1956년)
3. 일본 도쿄 (1964년/이후 2020년 하계 올림픽의 개최지로 선정됨)
4. 대한민국 서울 (1988년)
5. 중화인민공화국 베이징 (2008년/이후 2022년 동계 올림픽의 개최지로 선정됨)
6. 인도 델리
7. 이집트 카이로 (북아프리카 / 중동)
8. 남아프리카 공화국 케이프타운 (남아프리카)
9. 브라질 리우데자네이루 (남아메리카/이후 2016년 하계 올림픽의 개최지로 선정됨)
10. 멕시코 멕시코시티 (1968년)
11. 미국 로스앤젤레스 (1932년/1984년/이후 2028년 하계 올림픽의 개최지로 결정됨)
12. 미국 세인트루이스 (1904년)
13. 미국 애틀랜타 (1996년)
14. 미국 뉴욕 (유엔 본부 소재지)
15. 캐나다 몬트리올 (1976년)
16. 벨기에 안트베르펜 (1920년)
17. 벨기에 브뤼셀 (유럽 연합 본부 소재지)
18. 네덜란드 암스테르담 (1928년)
19. 스위스 제네바
20. 스위스 로잔 (국제 올림픽 위원회 본부 소재지/2020년)
21. 프랑스 파리 (1900년/1924년/이후 2024년 하계 올림픽의 개최지로 결정됨)
22. 영국 런던 (1908년/1948년/2012년)
23. 스페인 마드리드
24. 스페인 바르셀로나 (1992년)
25. 이탈리아 로마 (1960년)
26. 독일 뮌헨 (1972년)
27. 독일 베를린 (1936년)
28. 스웨덴 스톡홀름 (1912년)
29. 핀란드 헬싱키 (1952년)
30. 러시아 모스크바 (1980년)
31. 우크라이나 키예프
32. 터키 이스탄불
33. 불가리아 소피아
34. 키프로스 니코시아
35. 그리스 아테네 (1896년/2004년)

올림픽 성화 봉송은 2004년 8월 13일로 예정된 2004년 하계 올림픽 개막식을 약 두달여 앞둔 2004년 7월 4일, 세계 일주를 공식적으로 끝냈다.
키프로스를 방문한 후인 2004년 7월 9일에는 성화가 크레타섬에 위치한 헤라클리온에 도착하면서 그리스 내 성화 봉송이 시작되었다. 그리스 성화 봉송 행사 도중에 성화는 잠시 알바니아를 방문한 적이 있었는데, 당시 그리스-알바니아 국경에 있는 한 호수를 통해 운반되었다.
국제 올림픽 위원회는 2004년 올림픽의 국제 성화 봉송이 성공적으로 끝나자, 올림픽 개최 이전에 국제적인 성화 봉송을 할 수 있도록 허용했다.